# Norbanus scabriculus
Norbanus scabriculus är en stekelart som först beskrevs av Christian Gottfried Daniel Nees von Esenbeck 1834.  Norbanus scabriculus ingår i släktet Norbanus och familjen puppglanssteklar. Arten är reproducerande i Sverige. Inga underarter finns listade i Catalogue of Life.